# Děkanská čp. 32 (Prachatice)
Děkanská čp. 32 (dříve zvaný též Domeček kaplanský) je původně pozdně gotický, následně v 16. století renesančně přestavěný dům v Děkanské uličce v Prachaticích. Dům sloužil pro ubytování kaplana, později také pro ubytování kostelníka. Fasádu uličního průčelí zdobí rustiková a ornamentální sgrafitová výzdoba. Dům je součástí městské památkové rezervace Prachatice. Od 3. května 1958 chráněná kulturní památka.

## Popis domu
Malý řadový jednopatrový dům se nachází v Děkanské ulici a je součástí bloku domů v blízkosti kostela sv. Jakuba Většího. Dům stojí na velmi malé parcele (37 m²) a je vklíněn mezi objekt Děkanství nalevo a čp. 33 napravo, se kterým jej dodnes spojuje i návaznost sgrafitové výzdoby. Úzký dům má dvě okenní osy, okenní otvory a vstupní portál mají kamenná ostění. Fasádě dominuje vysoký arkýř sklenutý na dvou krakorcích a zakončený stupňovitým štítem s cimbuřím. Štít pocházející pravděpodobně až z rekonstrukce objektu na začátku 20. století, Vlevo současného vstupního portálu je patrný fragment původního sedlového pozdně gotického vstupního portálku. Plochu fasády zdobí po celé ploše sgrafita ve formě psaníček, v záklenku pod arkýřem pak ornamentální rostlinný motiv, uprostřed s motivem kasule. Dům není podsklepený, střecha je příčně sedlová. Objekt byl pravděpodobně vždy samostatným objektem ve vlastnictví obce, jež byla i jeho stavebníkem, byť provozně objekt souvisel s vedlejší farou. Dům sloužil převážnou část své existence jako obydlí pro kaplana (před třicetiletou válkou pro pomocného německého katolického kaplana), později i jako obydlí kostelníkovo a pro ubytování potřebných. V současné době je objekt v majetku Římskokatolické farnosti Prachatice.

## Historie domu

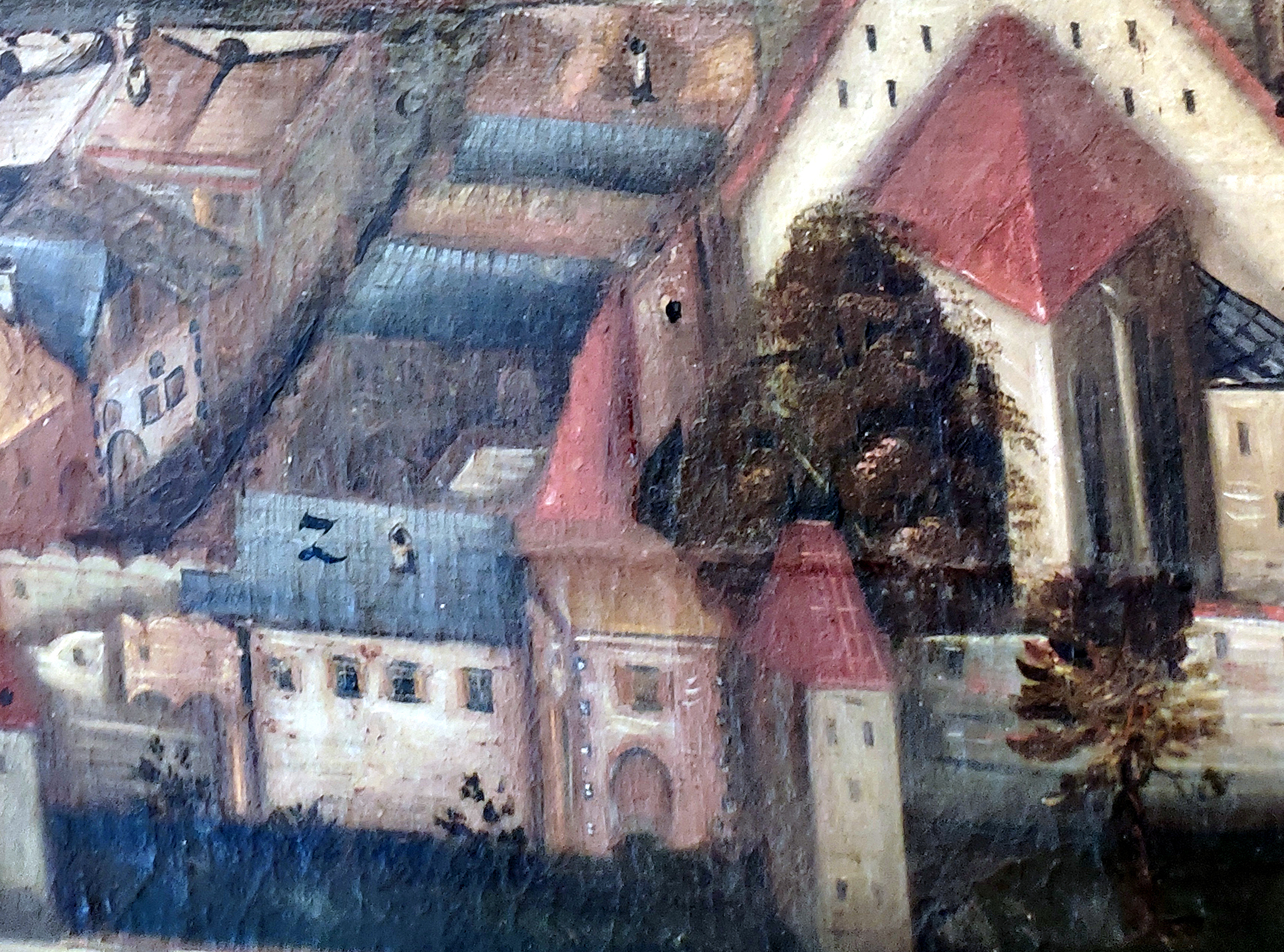
Domeček kaplanský na obrazu Jindřicha de Verle z roku 1670. Budova jako samostatný objekt vedle fary naproti kostelu (se světlou šindelovou střechou a fasádou s okýnkem).

Dům nechala zbudovat obec Prachatice někdy kolem roku 1527 a sloužil jako obydlí německého katolického kaplana. Původní domeček kdysi (pravděpodobně v roce 1501) shořel a obec proto musela postavit nový. V roce 1586 se "domečku v sousedství fary" a "vedle kostela", spolu s oltářem Navštívení sv. Alžběty, kaplí sv. Barbory a loukou pod Fefry, pokusilo neprávem zmocnit Bratrstvo sv. Alžběty (členové bratrstva byli "cizozemci a neosedlí"), kdy členové bratrstva žádali Viléma z Rožmberka o potvrzení jejich statut bez doložení jakýchkoliv listin dokládajících vlastnictví výše zmíněného. Žádosti i na základě stížnosti obce nebylo vyhověno. V dopise píší prachatičtí měšťané Jakubu Krčínovi z Jelčan v záležitosti zaslaných artikulů bratrstva, že "domeček vedle kostela dali zbudovat prachatičtí měšťané a sloužil za obydlí německého kaplana již v době před 60 lety". Kolem poloviny 16. století byl dům renesančně přestavěn, doplněn atikou ve formě cimbuří a sgrafitovou výzdobou. Později byl dům ještě barokně a klasicistně upravován. Na mapě císařských otisků stabilního katastru je dům samostatným objektem. V roce 1904 proběhla novodobá úprava průčelí (novodobý štít, kamenné ostění otvorů a rekonstrukce sgrafitové výzdoby) a vnitřních prostor, přičemž zanikly klenby, při úpravě v roce 2006 byly stavebně využity podkrovní prostory.

## Popis sgrafitové výzdoby
Celou plochu fasády domu zdobí psaníčkové sgrafito, v záklenku nadpraží vstupu pak ornamentální sgrafito s rostlinným dekorem. Sgrafito se plynule napojuje na psaníčkové sgrafito na domu čp. 33. Sgrafito, jak je patrné i při podrobném ohledání na místě, je zřejmě až dílem rekonstrukce z roku 1904, pravděpodobně na základě nálezů zbytku původního sgrafita, které může být zachováno pod současnou omítkou (sgrafito uvádí, již Vincent Šofferle v roce 1891, tedy existovalo zřejmě již před rekonstrukcí domu v roce 1904).

### Obraz Poslední večeře Páně

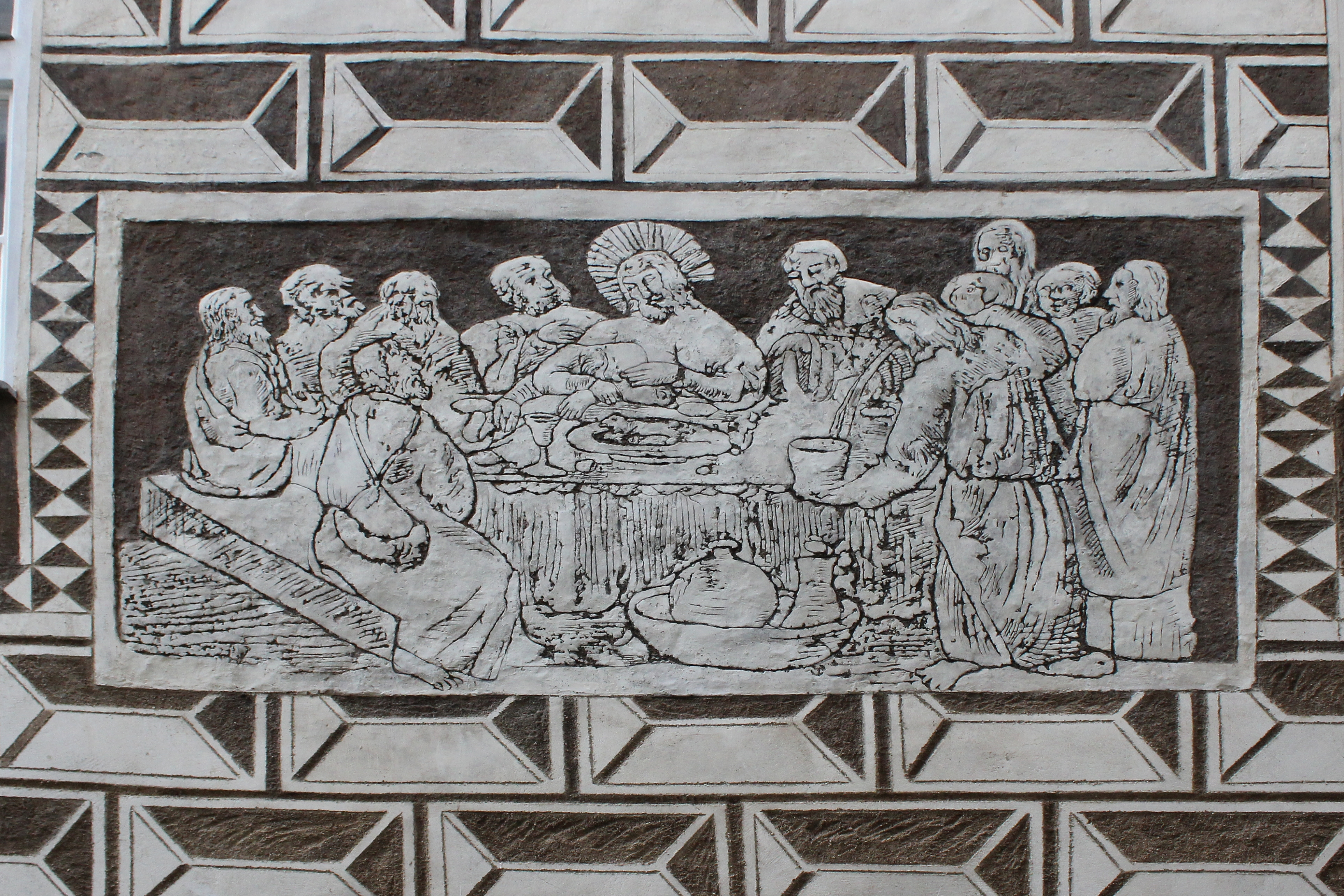
Děkanská čp. 33, sgrafito Poslední večeře Páně z roku 1563

Sgrafitový obraz je součástí již vedlejšího nárožního měšťanského domu čp. 33, byť bývá v literatuře často uváděn v souvislosti s čp. 32 ale i čp. 31 (Děkanství), proto si zaslouží zde alespoň krátký popis. Šířkově orientovaný obraz Poslední večeře Páně je umístěn přibližně uprostřed plochy psaníčkového sgrafita. Sgrafitový obraz Poslední večeře na fasádě domu byl patrně inspirován několika grafickými listy najednou. Umělec předlohy kombinoval a kompozici obraz uzpůsobil. Hlavním grafickým vzorem pro výjev byl grafický list Virgila Solise, který doprovázel Pasionál a knihu Georga Rhaua "Hortulus Animae", které vytiskl Valentin Geißler v Norimberku v roce 1552. Obraz je dále inspirován rytinami Albrechta Dürera z let 1510 a 1523. Možnou inspirací mohl být i deskový obraz od Hanse Leonharda Schäufeleina z roku 1515(kotlík s nádobou na víno a džbánem v popředí) nebo obraz Poslední večeře z roku 1515 v kostele sv. Jakuba v Kutné Hoře. Vyobrazení Poslední večeře (tedy výběr tohoto tématu) naproti kostelu sv. Jakuba, při níž Ježíš servíruje chléb a víno, má zde, v utrakvistickém městě, pravděpodobně přímou souvislost s přijímáním podobojí (Jakoubek ze Stříbra,1414: odkaz na Evangelium sv. Jana, kapitola 6, verš. 53-56): 
Ježíš jim řekl: „Amen, amen, pravím vám, nebudete-li jíst tělo Syna člověka a pít jeho krev, nebudete mít v sobě život.
Kdo jí mé tělo a pije mou krev, má život věčný a já ho vzkřísím v poslední den.
Neboť mé tělo je pravý pokrm a má krev pravý nápoj.
Kdo jí mé tělo a pije mou krev, zůstává ve mně a já v něm.
Jan 6,53-56
Jako datum vzniku sgrafita je uváděn rok 1563, dříve bylo tento letopočet možné spatřit na dolejší obrubě obrazu, dnes již není po letopočtu ani památka, nebo se skrývá pod silnou vrstvou štuku. Vincenc Šofferle sgrafito popsal jako „znamenitou práci“ a na Kristově tváři dokládal, že „jest dílem krásným a velice mistrovským“. I Jan Bohuslav MIltner v roce 1881 má jen slova obdivu: "... znamenitá to práce umělecká ve vápno vryta. Celý obraz pocházející z r. 1563 proveden barvou černou a šedivou; tvář Kristovu, výrazu ušlechtilého, lze nazvati dílem velmi krásným, mistrovským. Stěnu pokrývá pěkná rustika, oné na Švarcenberském paláci na Hradčanech nenepodobná". Ještě v roce 1954 chválí krásnou kresbu sgrafita Vlasta Dvořáková a Helena Machálková. Sgrafito však prošlo celou řadou, mnohdy nevhodných, restaurátorských zásahů a přemaleb (před 1891, 60. léta, 1992, 1994, 2015) a pohledově je vidět značné převrstvení sgrafita vápenným štukem a velká ztráta detailů i jemného šrafování. Na sgrafitu rovněž chybí hlava sv. Jana, jež odpočívá na Kristových bedrech a z něhož zbývají pouze zkřížené ruce. Sgrafito dnes tedy působí spíše rustikálním dojmem, jde však s největší pravděpodobností o důsledek velmi špatné práce restaurátorů v minulosti (zejména oprava v 60. letech 20. století sgrafitu velmi uškodila) a využívání tzv. rekorozní metody při opravě sgrafit. Nezbývá doufat, že v budoucnu projde sgrafito rehabilitujícím restaurátorským zásahem, které očistí povrch původního sgrafita od nánosů štuků a dá vyniknout původní, výše popisované, kvalitě sgrafita.

## Galerie

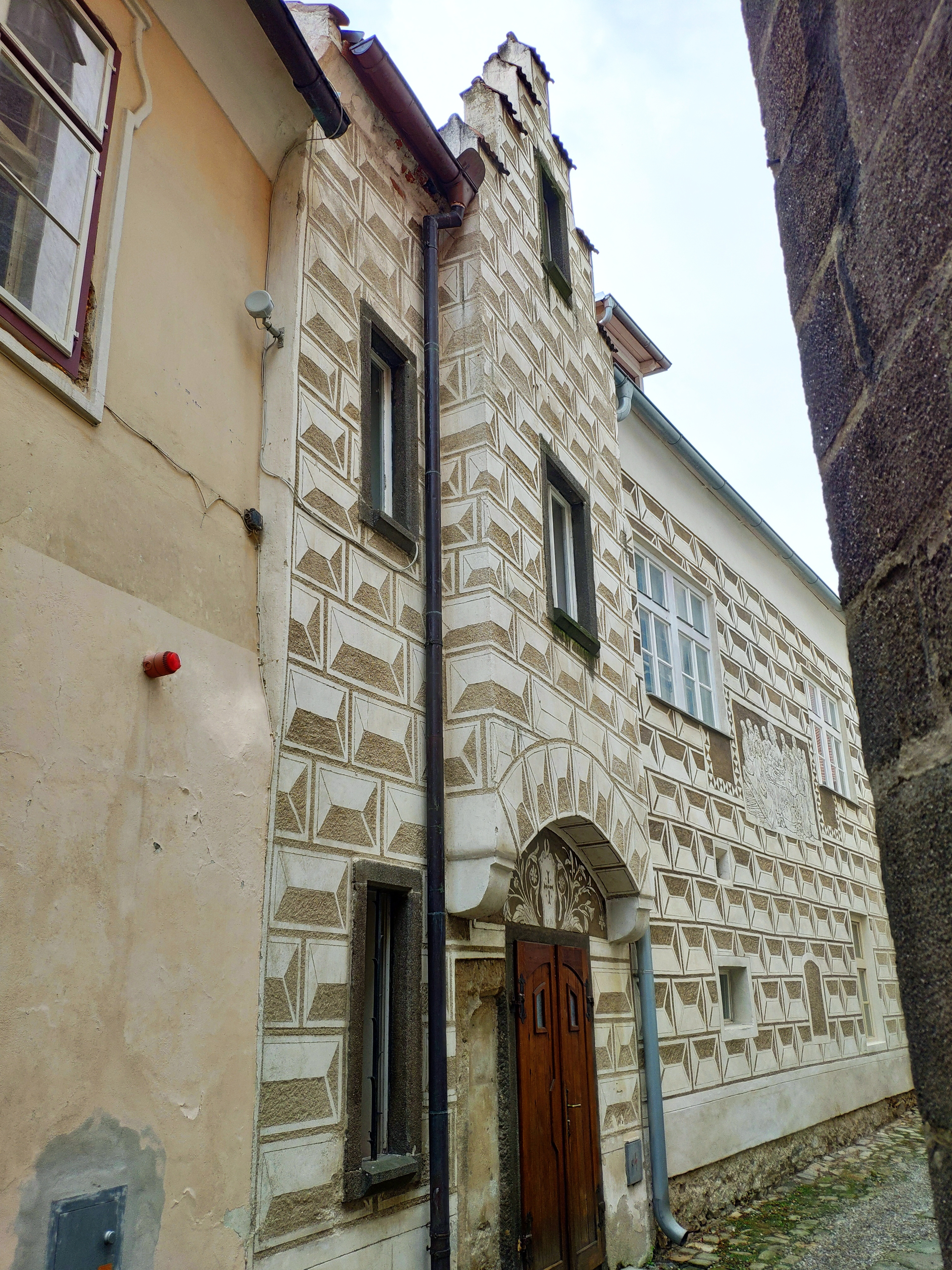
Děkanská čp. 32, fasáda z Děkanské uličky, pohled od Děkanství
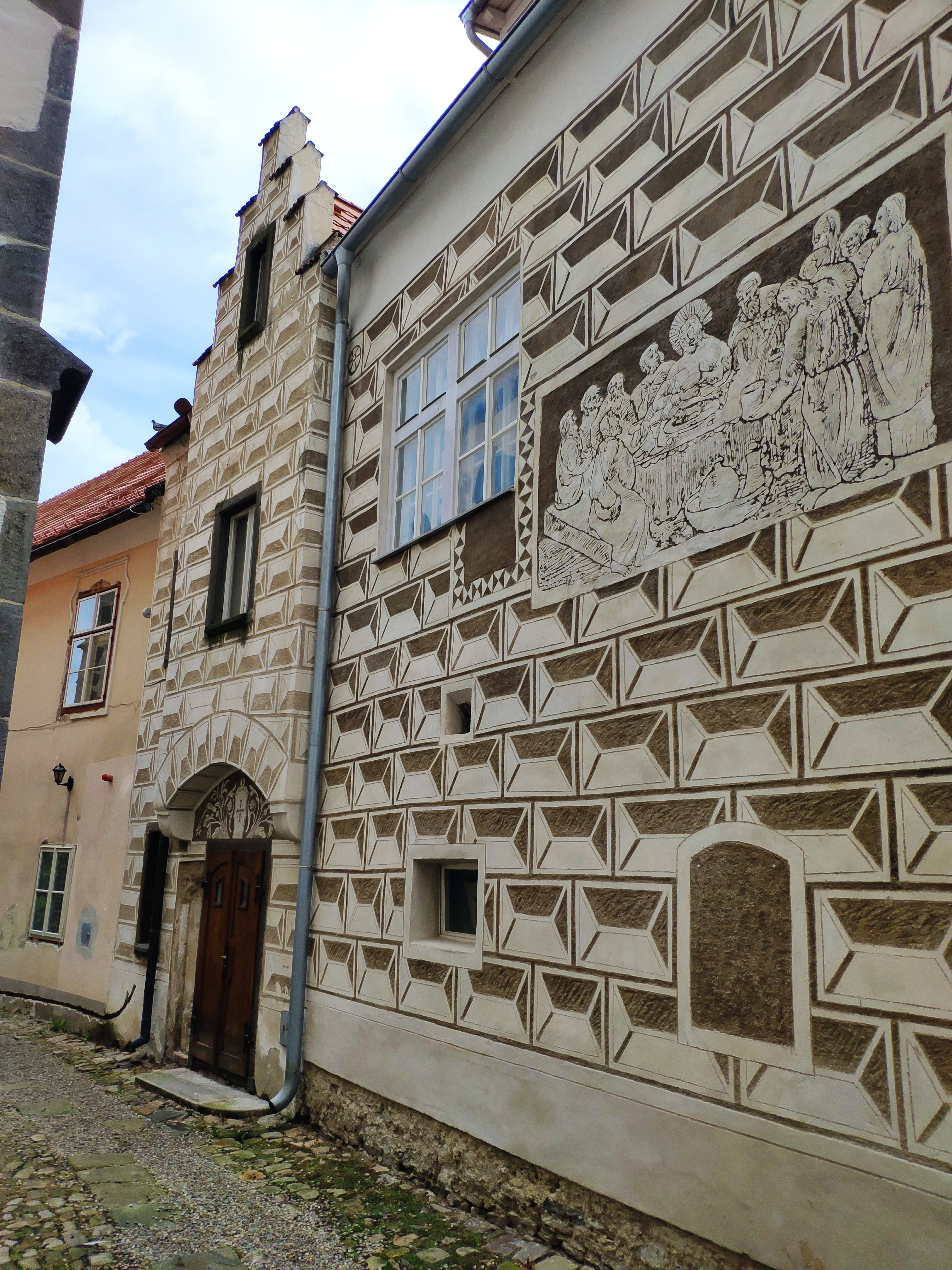
Děkanská čp. 32, fasáda z Děkanské uličky
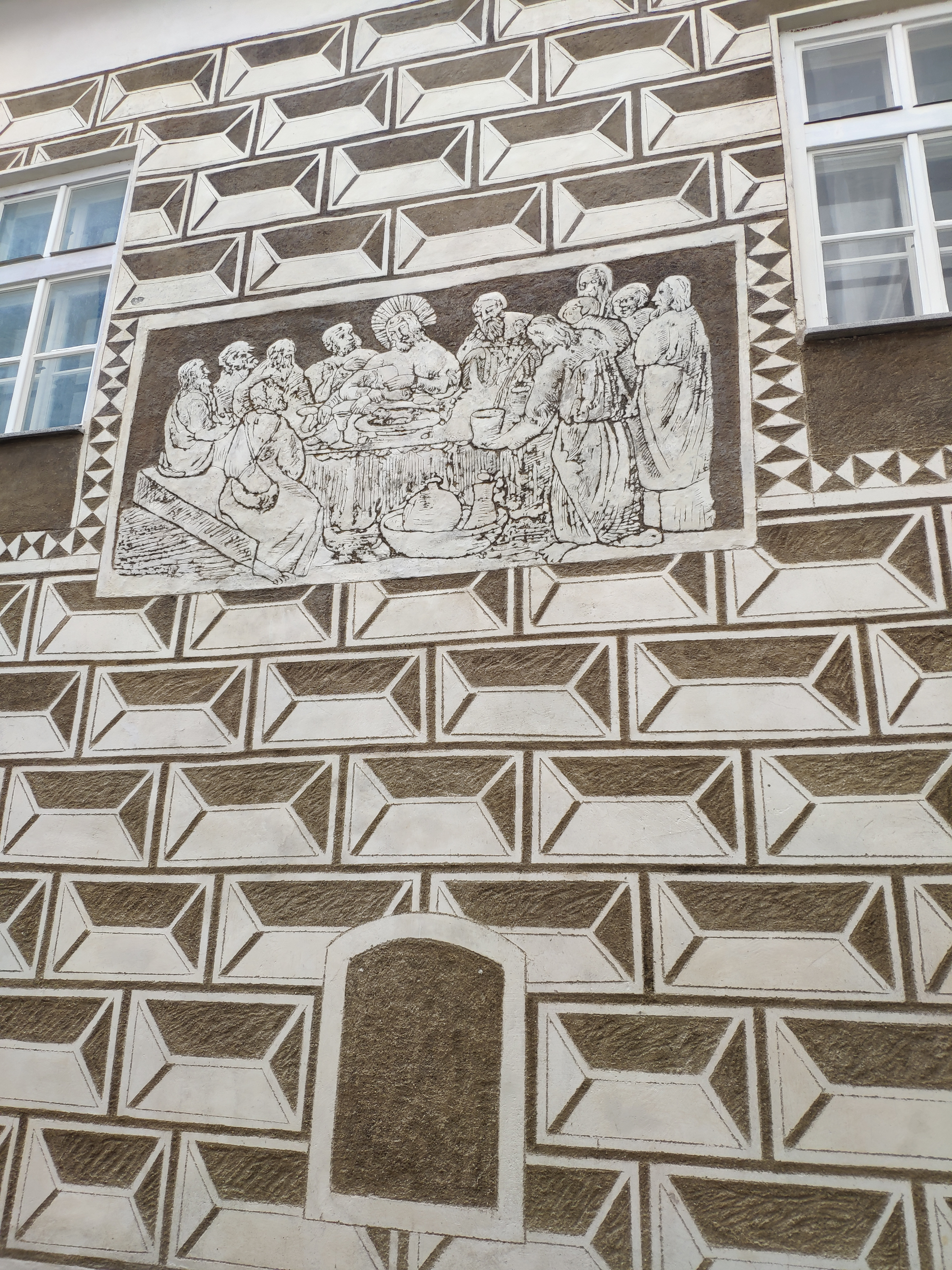
Děkanská č.p. 33, sgrafito "Poslední večeře" celek
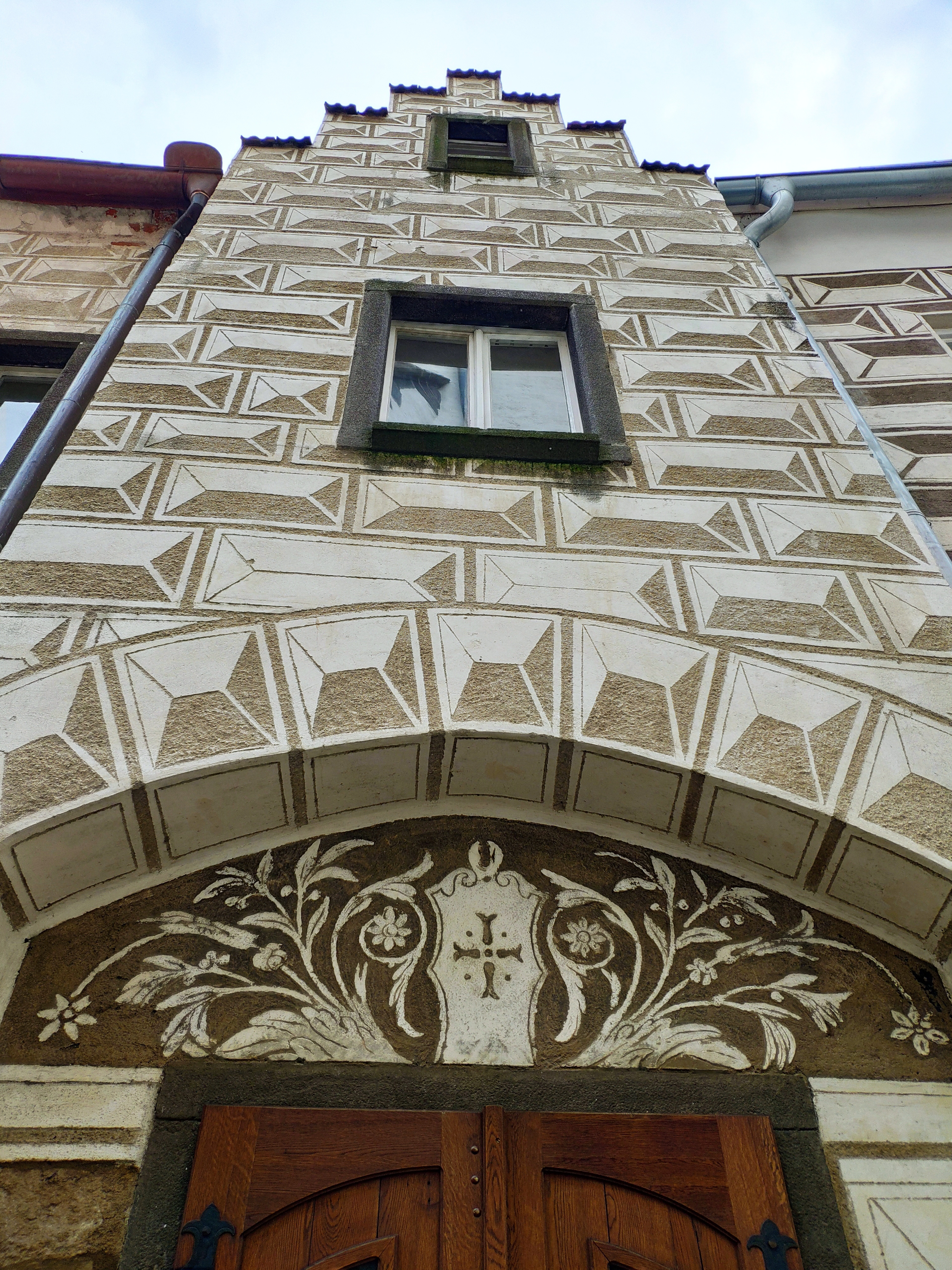
Děkanská čp. 32, arkýř uliční fasády
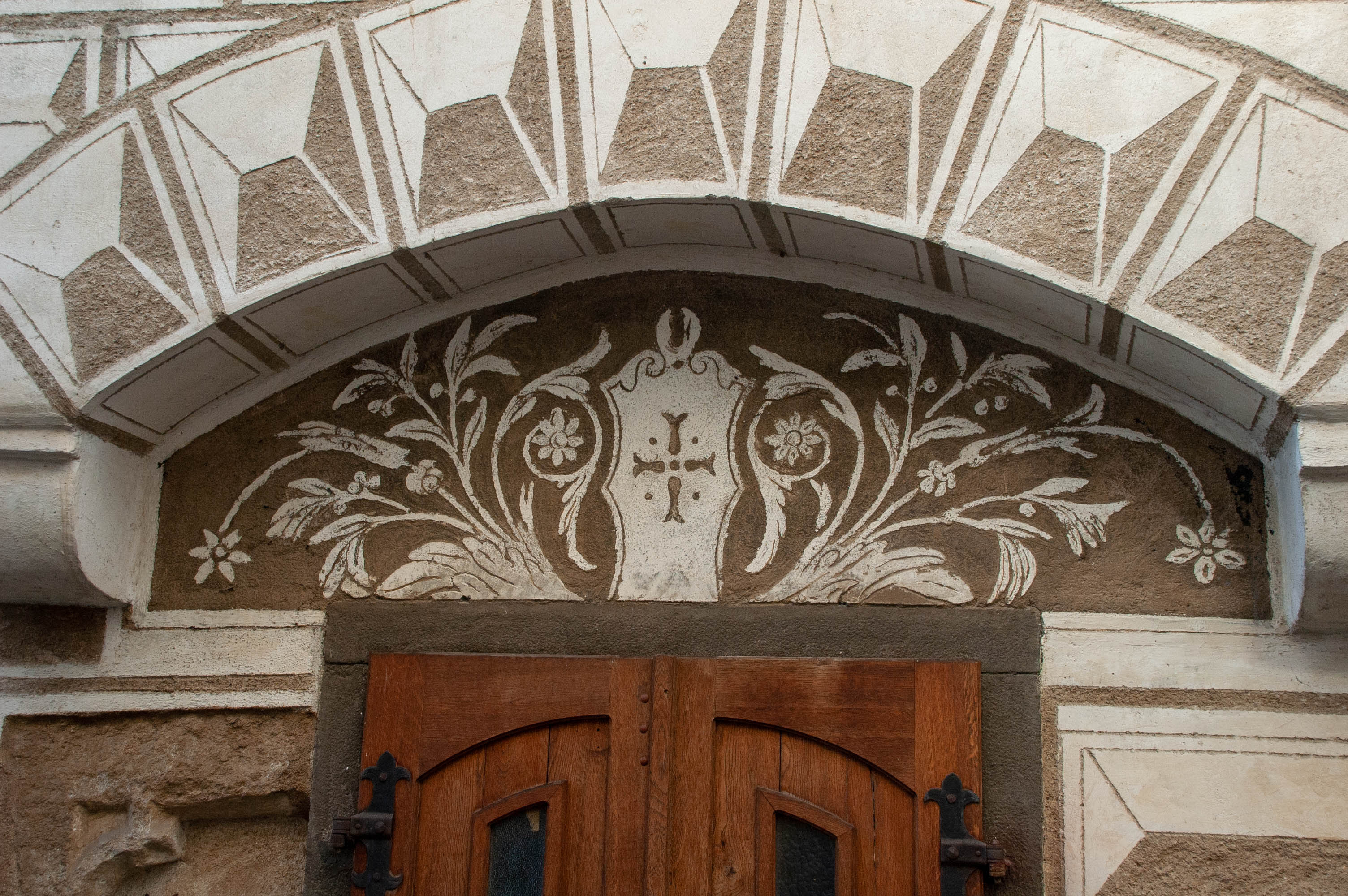
Děkanská čp. 32, detail výzdoby nad vstupem
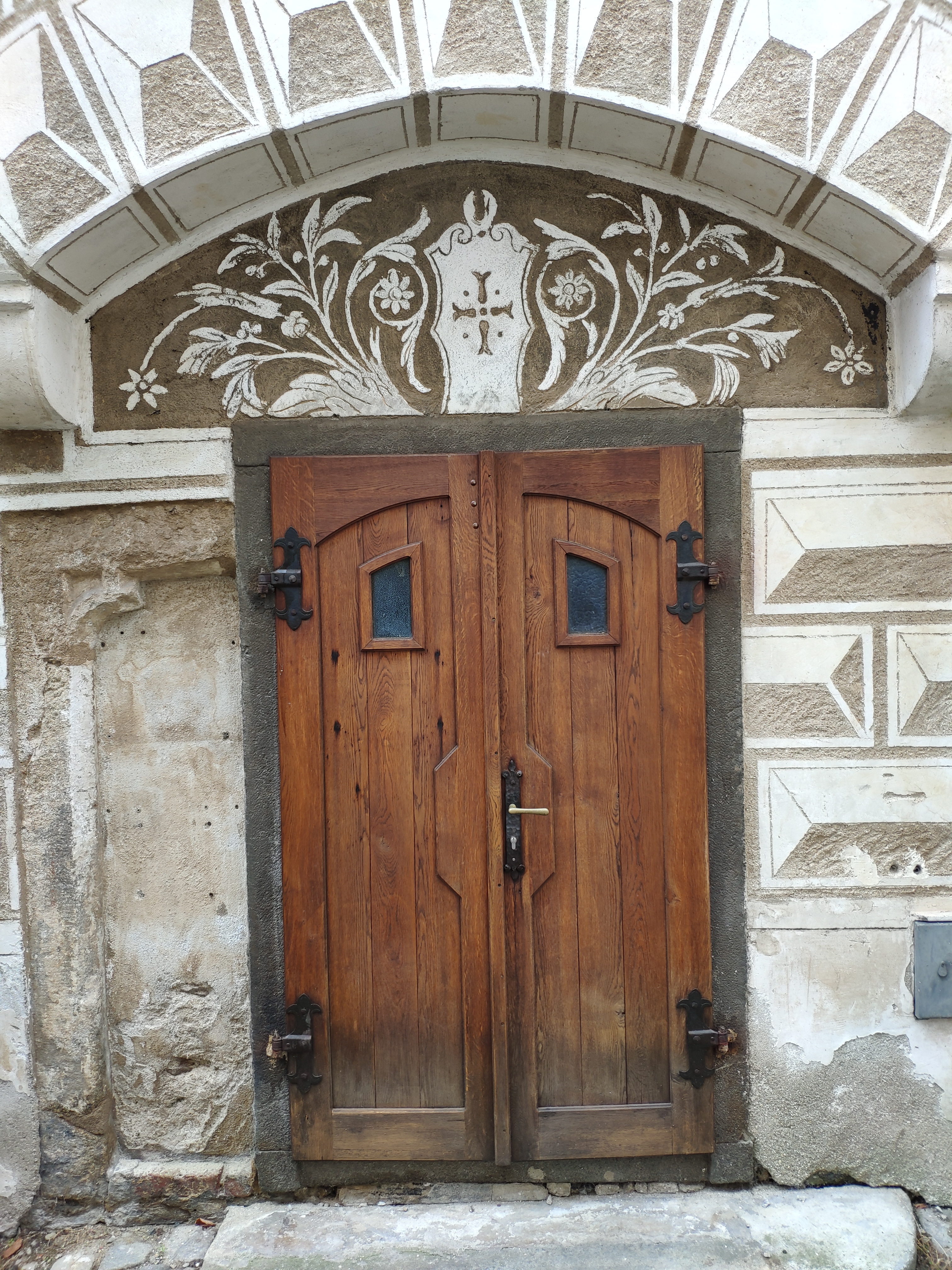
Děkanská čp. 32, vstupní portál
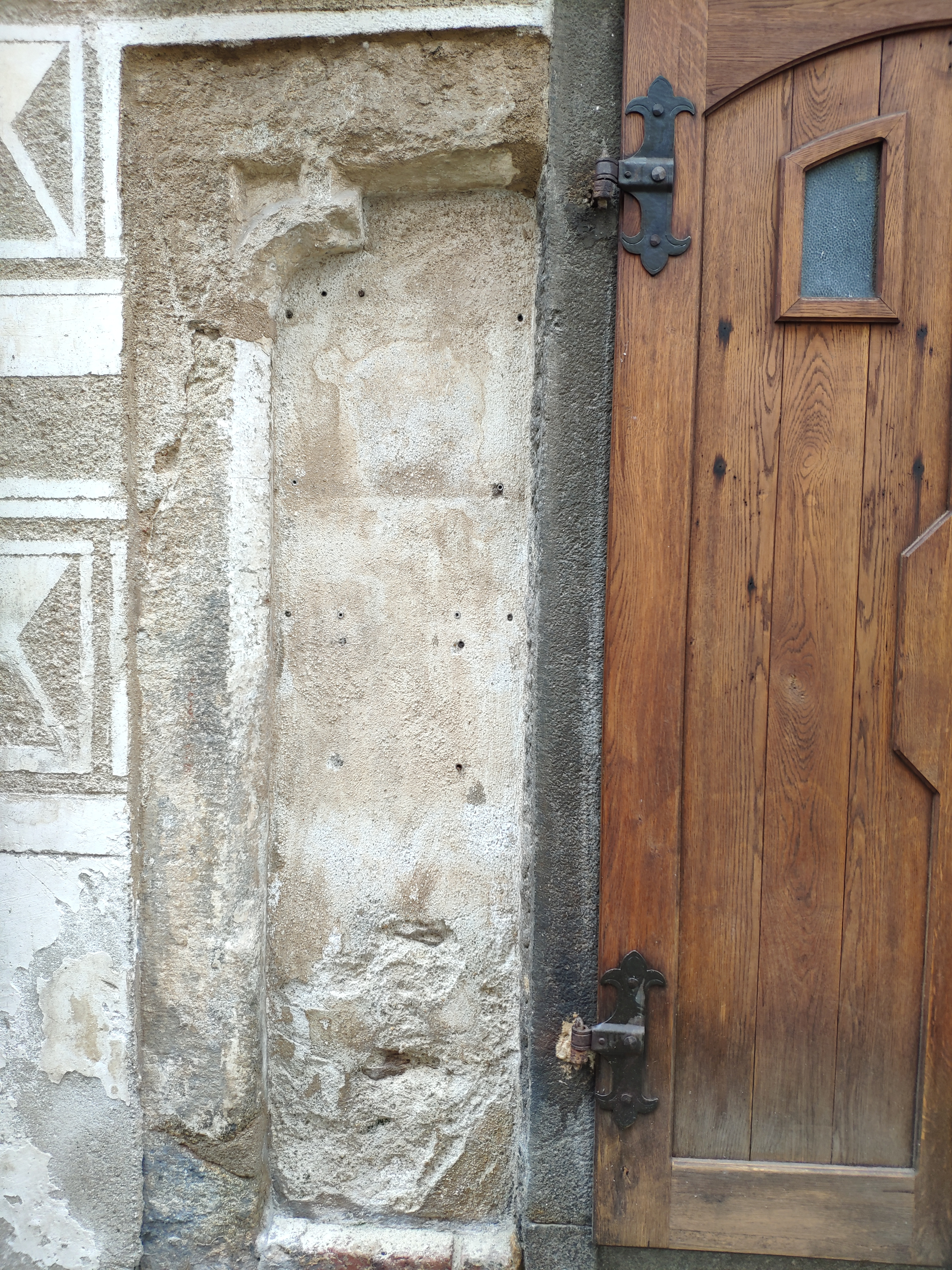
Děkanská čp. 32, detail gotického portálku
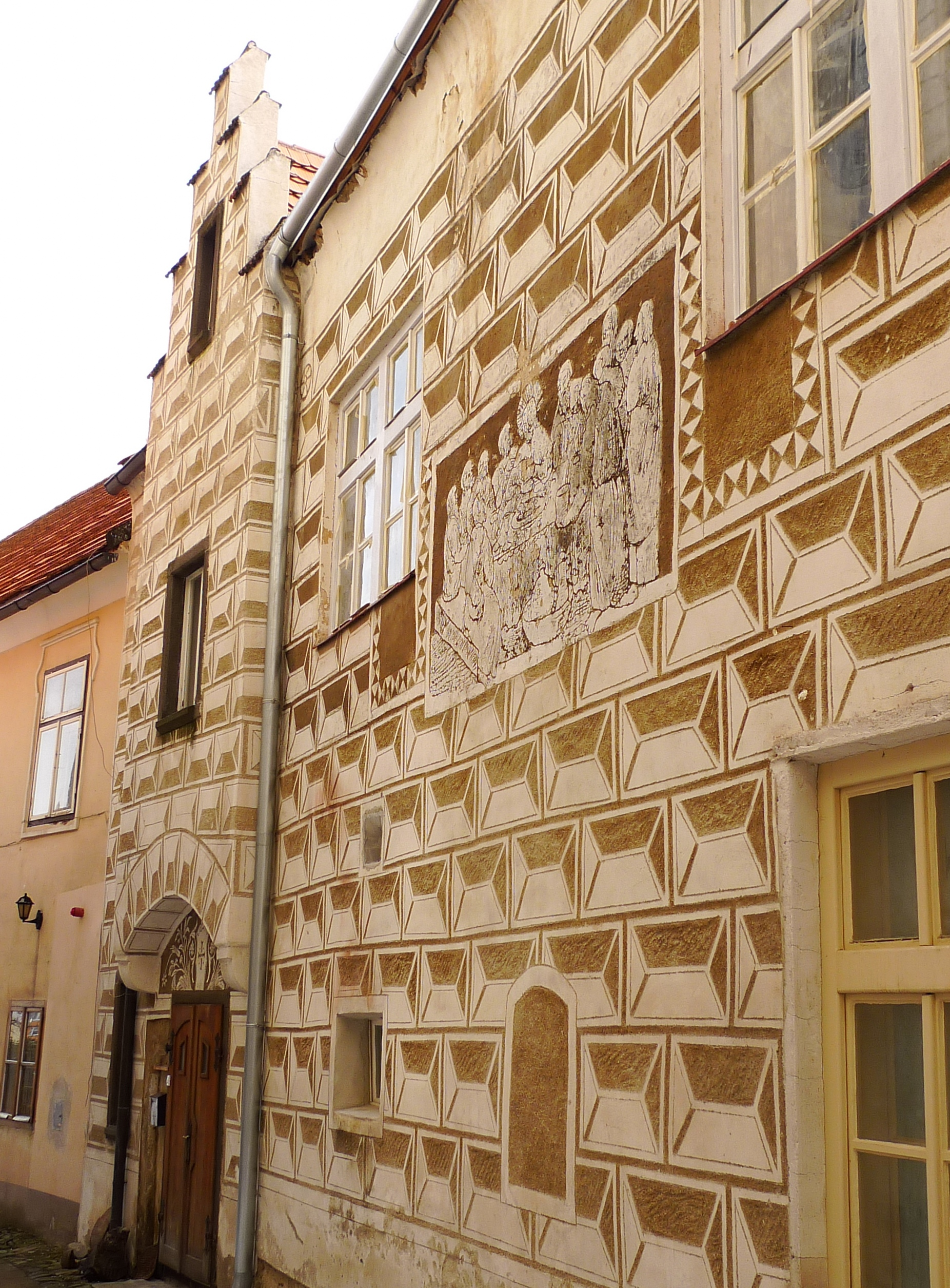
Děkanská čp. 32, fasáda z Děkanské uličky